# Station Trzciniec
Station Trzciniec is een spoorwegstation in de Poolse plaats Trzciniec.